# Another Bad Creation
Another Bad Creation, souvent abrégé ABC, est un groupe de hip-hop et de new jack swing américain, originaire d'Atlanta, Géorgie.

## Biographie
ABC se compose de Romell « RoRo » Chapman, Chris Sellers, David Shelton et des frères Demetrius et Marliss (« Red » et « Mark », respectivement) Pugh, ainsi que du membre « non-officiel » Adrian « G.A. » (General Austin) Witcher. Découvert par Michael Bivins, le groupe publie son premier album studio Coolin' at the Know Ya Playground! le 11 février 1991. Les deux singles les plus populaires de l'album sont Iesha et Playground et tous deux se sont classés dans les dix premières places du Billboard Hot 100 et Hot R&B/Hip-Hop Songs. L'album atteint la septième place du Billboard4 200 et est certifié disque de platine par la RIAA.
Mark et Dave apparaissent au milieu d'autres enfants, parmi lesquels Macaulay Culkin, dans une scène du clip de Black or White de Michael Jackson. À cette période, tous les membres du groupe, à l'exception Mark, ont fait une apparition dans le film Meteor Man. Pour les besoins du film, ils se teignirent tous les cheveux en blond, couleur qu'ils ont conservée sur la vidéo de 1-4-All-4-, chanson extraite de l'album collectif East Coast Family, volume 1.
Le second album d'ABC,It Ain't What U Wear, It's How U Play It, est publié le 21 septembre 1993. L'album et ses singles n'atteignent pas le classement Billboard. Peu après, le groupe se sépare.

## Discographie

### Albums studio
- 1991 : Coolin' at the Playground Ya Know!
- 1993 : It Ain't What U Wear, It's How U Play It

### Singles
- 1990 : Iesha
- 1991 : Playground
- 1991 : Jealous Girl
- 1992 : Spydermann
- 1992 : My World
- 1993 : I Don't Wanna Be Grown Up
- 1993 : Where's Ya Little Sista?